# ورزشکاه آنژی آرنا
ورزشکاه آنژی آرنا (به لاتین: Anzhi Arena) یک ورزشگاه فوتبال در روسیه است که در کاسپییسک واقع شده‌است.